# João Carlos dos Santos
João Carlos dos Santos, conegut com a João Carlos, (Sete Lagoas, Brasil, 10 de setembre de 1972) és un exfutbolista brasiler. Va disputar 10 partits amb la selecció del Brasil.